# Смесен тип избирателна система
Смесен тип избирателна система е избирателна система, която се изразява в това, че половината от мандатите се формират на мажоритарния принцип, докато другата половина на пропорционалния. Това важи за колективните органи на управление. Тази система има едно основно предимство – дадена е възможност на избирателите едновременно да подкрепят отделни партии и програми от една страна и от друга - да посочат личностите, които според тях притежават необходимите качества на управляващи и имат място във властта. Някои страни в които се използва тази система са Германия и Нова Зеландия.